# Cantata scenica Anna Frank
Cantata scenica Anna Frank è una composizione musicale per soprano, orchestra, coro e suoni elettronici, finita di comporre nel 1963 dal maestro Leopoldo Gamberini (1922-2012). Nelle parole dell’autore «la composizione è concepita come cantata scenica, vale a dire con possibilita’ di visualizzazione teatrale o con qualsiasi altra forma di immagine (balletto, cinema, etc.)».
Il testo in italiano è tratto dall’omonimo diario dell’adolescente olandese ebrea, tradotto da Arrigo Vita nel 1957 e ridotto in versi dallo stesso Gamberini.
Una prima stesura dell’opera fu eseguita al pianoforte da Gamberini in presenza del padre di Anna Frank a Firenze nel 1963. Il compositore dichiara di aver letto il Diario della ragazza ebrea olandese «alla fine degli anni 50» e confessa il movente autobiografico nella rievocazione della propria esperienza di arresto e prigionia. L’impegno artistico e civile del maestro e studioso scelse un personaggio e una figura esemplari per creare una musica nuova e attuale, dando così risalto ad avventure spirituali, denunce etiche e sociali dalle implicazioni universali.
Per le scelte stilistiche ed espressive, pare decisa la sua reazione all’avanguardia dell’epoca, la quale imponeva dodecafonia e serialismo come uniche scelte espressive. Per la sua cantata scenica Gamberini impiegò tuttavia suoni elettronici e nastro magnetico, in concorso con la partitura per voci e strumenti. L'utilizzo di suoni elettronici realizzati presso l’Istituto di Fisica dell’Università di Genova, è a testimonianza delle numerose e pionieristiche collaborazioni che il M° Gamberini ha intrattenuto con professori e ricercatori delle facolta’ di Medicina, Fisica ed Ingegneria nell’ambito della biomusica, musicoterapia, cibernetica, sintesi del suono e rappresentazione digitale della musica.
La partitura è stata eseguita in esecuzione pubblica per la prima volta a Minsk il 10 marzo 1998 con l’orchestra sinfonica ed il coro della Radio Televisione di Minsk diretti da Anatoly Lapunov col soprano Tatiana Tretiak. A questa seguirono altre due esecuzioni: a Milano nel 2000 presso la Sala Verdi e a San Paolo in Brasile nel 2012 con la direzione del M° Martinho Lutero Galati. Secondo le parole stesse del Maestro Gamberini «l’esecuzione a Milano è dunque la prima esecuzione in Italia ed in tutto il mondo occidentale come chiusura di un tragico secolo e come perenne ricordo di fatti mai più ripetibili.»

## La genesi dell’opera
La lettura del Diario di Anna Frank fa rivivere al Maestro Gamberini tutto il tragico recente passato dell’umanità e la propria storia personale: l’arresto, la prigionia, la condanna a morte e la liberazione. Egli stesso scrive di aver provato «un disagio profondo, non privo di una certa vergogna, per essere sopravvissuto ingiustamente all’enorme massacro» e che «quella fanciulla aveva sintetizzato in un poema tragico-lirico unico ed irripetibile tutto lo spirito di quell’epoca». Da qui l’impulso di riunire in ”versi” quel testo, «che sentivo musicati già tutti dentro di me», perché erano tutti già scritti e perché aveva già vissuto in parte la stessa esperienza.
Qualche tempo dopo, mentre il suo editore Aldo Olschki gli pubblicava un importante volume sulla musica antica, venuto a sapere della sua attività di compositore e delle precarie condizioni economiche, gli propose, insieme alla signora Calvo, mecenate fiorentina, di stipendiarlo per tutto il tempo della scrittura della partitura. Il dottor Aldo Olschki era sicuramente per lui il mecenate moderno del dopoguerra: lo invito' ad eseguire il suo lavoro al pianoforte in casa Olschki in presenza del padre della piccola Anna, in occasione della sua visita a Firenze nel 1963. Quando Otto Frank vide il testo in italiano da lui ridotto rimase stupito e gli disse ”ma questi sono versi” e lui rispose che tutto il diario era in versi e che non aveva fatto altro che separarli, sceglierli e rimetterli insieme per brevi argomenti. Quando poi suonò al pianoforte e cantò egli stesso non solo la musica sul pentagramma, ma anche quella per suoni elettronici ed il tema della campane del Duomo di Firenze dal campanile di Giotto, il signor Frank lo abbracciò commosso e gli diede l’autorizzazione a finire la partitura, affermando che Gamberini era l’unico compositore autorizzato a scrivere la musica per il Diario. Tra le persone presenti a quell’incontro in casa Olschki vi erano alcuni giovani diventati poi autorevoli critici e musicologi italiani come Luciano Alberti e Leonardo Pinzauti.

## Movimenti
1. Preludio - Venerdì 12 giugno - Eccomi al punto - I bei tempi finirono - Poi cominciarono le sventure - Così e ne andammo dalla nostra casa - Strada facendo Papà e Mamma - Campane del campanile di Giotto nel Duomo di Firenze - Papà, Mamma e Margot (14:43)
2. Suoni elettronici I - Stalingrado! Stalingrado! - Di notte al buio - Nessuno è risparmiato - Stalingrado - Mi sentivo cattiva - Suoni elettronici II - Lies Lies - Suoni elettronici III - Non odo cantare gli uccelli - Lasciatemi in pace (15:24)
3. Mi vengono i brividi - Siamo immersi nelle tenebre - Siamo tagliati fuori - Non resta altro - Tutto il mondo è in guerra - Tutti aspettano la fine - Ma devo piangere tutto il giorno? - Maho Tzu (Hannukkah) - C’è un bel sole - Peter … in sogno (19:43)
4. Campane “retto il corpo e retta l’anima” - Peter sono disperata pazza - Retto il corpo - Ho paura di me - Mi sento sempre così libera - È un gran miracolo - La conservo ancora - Vedo il mondo mutarsi - Partecipo al dolore - Eppure quando guardo il cielo - L’invasione, l’invasione - La lotta è finita - Campane - Ho vinto, ho vinto! (14:50)
Tempo totale dell'opera 64:56

## Esecuzioni
10 marzo 1998, Minsk (Bielorussia) - sala della Radio Televisione,
Orchestra Sinfonica e Coro della Radio Televisione di Minsk, 
soprano Tatiana Tretiak,  direzione Maestro Anatoly Lapunov
12 marzo 2000, Milano (Italia) - Sala Verdi del Conservatorio,
Orchestra Sinfonica Teatro Coccia di Novara,
Direttore: Adalberto Tonini,
Soprano: Anna Valdetarra,
Coro: "Cantosospeso" di Milano,
Maestro del Coro: Martinho Lutero Galati de Oliveira
29 giugno 2012, San Paolo (Brasile) - Auditorio Ibirapuera,
Orchestra Sinfonica de Campisa,
Coro: Luther King di San Paolo,
Soprano: Olga Sober,
Direttore: Martinho Lutero Galati de Oliveira

## Registrazioni
- "Anna Frank -  cantata scenica", CD SARX Records (1999), registrazione del concerto di Minsk del 10 marzo 1998